# Amt Golzow
Amt Golzow – urząd w Niemczech, leżący w kraju związkowym Brandenburgia, w powiecie Märkisch-Oderland. Siedziba urzędu znajduje się w miejscowości Golzow.
W skład urzędu wchodzi pięć gmin.
1. Alt Tucheband
2. Bleyen-Genschmar
3. Golzow
4. Küstriner Vorland
5. Zechin